# Presură de stuf

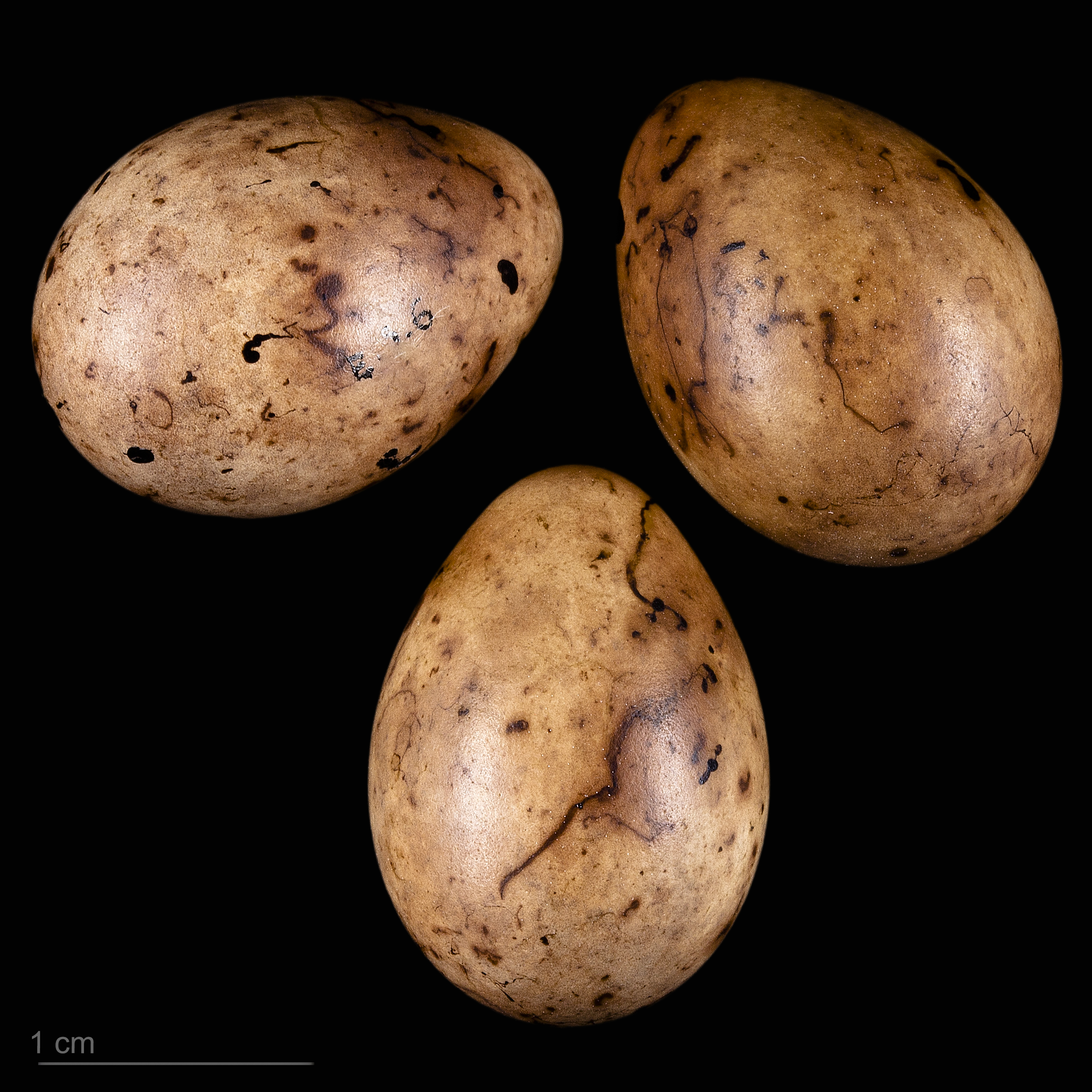
Emberiza schoeniclus witherbyei - MHNT

Presura de stuf este o specie de păsări din ordinul paseriformelor, familia emberizide.
Este o specie cu răspândire largă, cuibărește prin Europa de Vest și trăiește în întinderile de stuf din apropierea lacurilor, mlaștinilor și a câmpurilor umede.
Lungimea corpului este de 15-16 centimetri. În timp de vară masculul are capul negru cu guler alb, pântecul este alb, iar spatele se aseamănă cu penajul vrabiei. În timp de iarnă masculul se aseamănă cu femela, capul fiind negru sau gri iar gulerul alb - rămâne vizibil.
Cuibul este construit de femelă în stuf sau pe pământ în vegetație densă
Populația globală este estimată la 29-130 milioane de reprezentanți. În România cuibăresc aproximativ 580000-745000 de perechi.